# 안토니오 세니
안토니오 세니(이탈리아어: Antonio Segni, 1891년 2월 2일 ~ 1972년 12월 1일)는 이탈리아의 정치인이다. 1955년-1957년, 1959년-1960년 두 차례에 걸쳐 제35대 총리를 지냈으며 1962년부터 1964년까지 제4대 대통령을 지냈다. 기독교민주당(Democrazia Cristiana)의 중도파 정치가이며, 최초의 사르데냐인 총리이자 최초로 재직 중 사임한 대통령이다.

## 약력
안토니오 세니는 사사리의 사르데냐인 지주 집안에서 태어났다. 법률을 전공하였으며 농업법 및 상법 학위를 취득했다. 1919년 기민당에 입당하기 전 인민당(Partito Popolare Italiano)에 입당하였다. 1924년 당 협의회의 일원이 되었고, 2년 뒤 뭇솔리니에 의해 해산될 때까지 그 직에 있었다. 이후 17년간 세니는 파비아, 페루지아, 칼리아리의 대학에서 농업법을 가르쳤고, 사사리 대학교의 교장으로도 재직했다.
1943년, 세니는 사르데냐주에서 다른 이들과 함께 기민당을 결성하였다. 1944년 전후로, 그는 안좋은 건강에도 불구하고 기민당 소속의 여러 장관을 지냈다. 타임 매거진은 그의 친구에 대해 다음과 같이 인용했다.
"그는 마치 콜로세움과도 같았다. 그는 몰락한 것 같지만 영원할 것이다"
전쟁이 끝난 뒤인 1946년 제헌의회의 의원으로 당선되었으며, 2년 뒤 국회의원이 되었다.

## 정부에서
알치데 데 가스페리(Alcide de Gasperi)정부 시절, 세니는 농림부장관(1946-1951)으로 재직하면서 명성을 떨치게 되었다. 그는 토지 개혁안을 채택하였으며 사르데냐주에서 자신의 재산의 대부분을 수용할 것을 지시했다. 그의 농업 개혁안은 "흰 볼셰비키"로 잘 알려지기 시작했다.
1955년 마리오 셀바(Mario Scelba)의 뒤를 이어 총리로 임명되었다. 총리 시절, 세니는 유럽 경제 공동체(EEC)에 가입하기 위해 조약을 맺기도 했다.
1959년 2월 아민토레 판파니(Amintore Fanfani)의 뒤를 이어 다시 총리로 임명되었다. 그 전에 그는 국방부장관을 역임하였다.

## 대통령
1962년 5월 6일에 치러진 대선에서 854표중 443표를 얻고 당선되었다. 5월 11일 그는 정식으로 업무를 수행하기 시작했지만, 시작한 지 얼마 되지도 않아 건강이 악화되기 시작했다. 그는 1964년 8월 7일 업무 중 뇌일혈로 심각한 고통을 느끼기도 했다. 그 당시 세니는 73세였다. 그는 부분적으로 회복되긴 했지만, 그해 12월 6일 사퇴하였고 정계에서 은퇴하였다. 이로써 그는 이탈리아 최초로 대통령직을 사퇴한 인물이 되었다(사실 이탈리아의 최단기 집권자는 엔리코 데 니콜라였으나 그는 사퇴하지 않았다). 이후 주세페 사라가트(Giuseppe Saragat)가 선출되기 전까지 체사레 메르차고라(Cesare Merzagora) 상원의원이 임시 대통령으로 재직했다.
1972년 12월 1일, 로마에서 조용히 눈을 감았다. 향년 81세. 아들인 마리오토 세니(Mariotto Segni)도 정치인이다.